# 赫斯頓 (印第安納州)
赫斯頓（英語：Hesston）是位於美國印地安納州拉波特縣的一個非建制地區。該地的面積和人口皆未知。